# Eulampis
Eulampis es un género de aves apodiformes de familia Trochilidae que agrupa a dos especies nativas principalmente de las Antillas Menores. A sus miembros se les conoce por el nombre común de colibríes caribeños, y también zumbadores.

## Etimología
El nombre genérico masculino «Eulampis» proviene de la palabra del griego «eulampēs» que significa ‘brillante’.

## Características
Los colibríes de este género miden entre 11 y 12 cm de longitud y diferentemente de otras especies de Trochilinae próximas, no muestran el fuerte dimorfismo sexual característico, o sea, machos y hembras son muy similares en la apariencia. Las diferencias son el tamaño menor y el pico de las hembras que es más largo y más curvado.

## Taxonomía
El género Eulampis fue propuesto por el ornitólogo alemán Friedrich Boie en 1831, y Trochilus jugularis fue subsecuentemente designada como la especie tipo.
Los análisis filogenéticos recientes indican que el presente género está embutido dentro de las especies de Anthracothorax, con las dos especies más próximas de Anthracothorax viridis, y que, por lo tanto, debería ser incluido en este último. Sin embargo, esto no ha sido adoptado todavía por las mayores clasificaciones.

## Lista de especies
Según las clasificaciones del Congreso Ornitológico Internacional (IOC) y Clements Checklist, el género agrupa a las siguientes especies con el respectivo nombre popular de acuerdo con la Sociedad Española de Ornitología (SEO):
| Imagen | Nombre científico     | Autor            | Nombre común                 | Estado de conservación | Distribución |
| ------ | --------------------- | ---------------- | ---------------------------- | ---------------------- | ------------ |
|        | Eulampis jugularis    | (Linnaeus), 1766 | colibrí caribeño gorgimorado | LC                     |              |
|        | Eulampis holosericeus | (Linnaeus), 1758 | colibrí caribeño gorgiverde  | LC                     |              |